# 日本保険医学会
日本保険医学会（にほんほけんいがくかい、英語: The Association Of Insurance Medicine Of Japan (AIMJ)）は、日本の学術研究団体の一つ。

## 概要
1901年1月29日設立。学術研究団体としての種別は単独学会である。基礎医学を学術研究領域とし、保険医学に関する研究を行い、その進歩発達を図ることを目的としている。
国内においては日本医学会に、国際学術連合体としては世界保険医学会、米国保険医学会、アジア保険医学会に加入している。

## 沿革
- 1898年 - 保険医協会発足。

## 刊行物

### 日本保険医学会誌
- 誌名（和文）：日本保険医学会誌
- 誌名（欧文）：Japanese Journal of Insurance Medicine
- 創刊年：1902
- 資料種別：ジャーナル（査読付き論文を含む）
- 使用言語：日本語（英文抄録あり）
- 発行形態：印刷体
- 著作権帰属先：学会
- クリエイティブコモンズ：定めていない
- 購読：-

## 関連人物
- 石岡繁太郎 - 第一生命保険創立時の役員。前身である日本保険医協会（日本保険医学協会）第2代会長（1930年 - 1938年）。